# Kościół Świętej Trójcy w Bolesławcu
Kościół Świętej Trójcy – rzymskokatolicki kościół parafialny należący do dekanatu Bolesławiec diecezji kaliskiej.

## Historia
Budowa kościoła rozpoczęła się w 1676 roku dzięki staraniom ówczesnego starosty bolesławieckiego Mikołaja Zebrzydowskiego. Prace były kontynuowane po pożarze miasta w 1702 roku i zostały zakończone dopiero w 1723 roku. Nawy boczne zostały dobudowane w XVIII wieku.

## Architektura
Jest to murowana trójnawowa świątynia wybudowana w stylu barokowym.
Bryła kościoła charakteryzuje się elewacją frontową, podzieloną gzymsami na 4 kondygnacje i ozdobioną ślepymi wnękami i wolutami.
We wnętrzu znajduje się wyposażenie reprezentujące głównie styl barokowy i pochodzące z XVIII wieku. W kruchcie są umieszczone epitafia dziekanów wieruszowskich – księży: R. Dobrzelewskiego, J. Szeligowskiego i Mieńcuckiego.
W kościele znajdują się organy 8-głosowe wykonane w 1949 roku przez nieznaną firmę.